# Ivan Fiačan
Ivan Fiačan (* 27. května 1969 Martin) je slovenský advokát a soudce, od 17. dubna 2019 předseda Ústavního soudu Slovenské republiky.

## Život
Fiačan se narodil v roce 1969 v Martině. Vystudoval Gymnázium Michala Miloslava Hodži v Liptovském Mikuláši. V roce 1991 absolvoval Právnickou fakultu Univerzity Komenského v Bratislavě a získal titul Mgr. a v letech 2001–2002 studoval teorii státu a práva na Právnické fakultě Trnavské univerzity v Trnavě a získal titul Ph.D. V roce 2004 získal po obhájení rigorózní zkoušky titul JUDr.

## Advokátní praxe
Od roku 1992 působil jako justiční čekatel u Okresního soudu v Liptovském Mikuláši a v letech 1995–1998 byl soudcem tohoto soudu. Od roku 1996 byl jeho místopředsedou.
Od roku 1998 působí v advokacii. Podle deníku SME Fiačanova advokátní kancelář FIAČAN & Partners, s. r. o., se sídlem v Liptovském Mikuláši, „dominuje v obchodních i občanskoprávních sporech“. V letech 2010–2017 byl členem předsednictva Slovenské advokátní komory.

## Předseda Ústavního soudu SR
Dne 17. dubna 2019 byl prezidentem Andrejem Kiskou jmenován do funkce předsedy Ústavního soudu Slovenské republiky. Fiačan je zastáncem otevřenosti Ústavního soudu a myslí si, že jeho soudci by měli mít možnost veřejně obhajovat svá rozhodnutí.